# Maison Strauven
 (août 2025).
Si vous disposez d'ouvrages ou d'articles de référence ou si vous connaissez des sites web de qualité traitant du thème abordé ici, merci de compléter l'article en donnant les références utiles à sa vérifiabilité et en les liant à la section « Notes et références ».
 (août 2025).
La Maison Strauven était la résidence personnelle de l'architecte bruxellois Gustave Strauven, auteur, entre autres, de la Maison Saint-Cyr et de la Maison Van Dyck. Il a bâti cette maison de style Art nouveau à Bruxelles en 1902 mais y a à peine séjourné.

## Localisation
Cette maison fut bâtie sur un terrain en coude donnant accès à la rue Luther (n° 28) et à la rue Calvin (n° 5) non loin de la chaussée de Louvain à Bruxelles. La façade principale se trouve rue Luther.

## Description
Malgré l'étroitesse de la façade (moins de 4 mètres), Gustave Strauven a su se construire une maison modeste mais pleine de charme. Les trois niveaux de la construction sont très différents. Fidèle à son architecture, Gustave Strauven joue ici aussi avec les volumes.

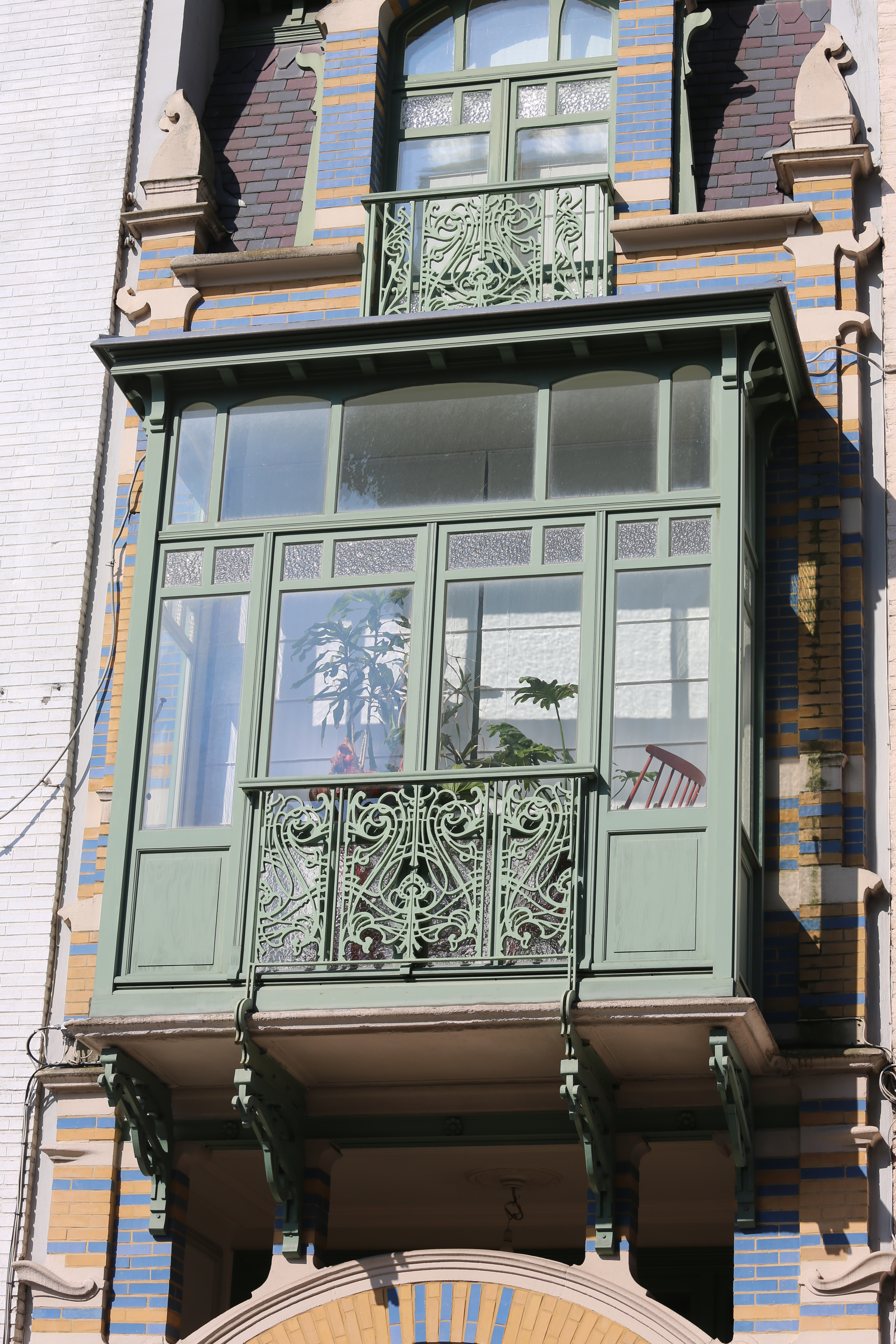
Logette initiale construite par Olivier Berckmans.

Le rez-de-chaussée est surdimensionné et occupe quasiment la moitié de la hauteur du bâtiment. Il est formé d'un arc outrepassé de brique doublé d'un cintre d'acier est divisée en deux niveaux, cuisine-cave et bel étage. Il est clôturé par ne petite porte extérieure grillagée prolongé par des rambardes en fer forgé. Au fond de la loggia, la véritable porte d'entrée est insérée dans une grande baie où la ligne droite domine à l'instar de la baie vitrée du premier étage.
Les deux premiers niveaux sont encadrés par deux pilastres constitués d'une alternance de briques jaunes et bleues et de pierres blanches. Ce même jeu de matériaux se retrouve également sur l'arc du rez-de-chaussée. Le dernier niveau est occupé par une lucarne encadrée par des petits pilastres et surmontée de rambardes en fer forgé. Chaque pilastre est coiffé d'une sculpture à forme vaguement animale. Boiseries et ferronneries sont peintes en vert. Avec le jaune, le bleu et le blanc, voilà donc les quatre couleurs de cette maison polychrome.
Cette maison illustre encore une fois la capacité de Strauven à tirer parti d'une minuscule parcelle en bousculant sa structure comme il l'a fait à la Maison Saint Cyr : entrée dans la pièce à rue, cage d'escalier centrée dans l'angle central, etc.
La logette de l'étage, supprimée au profit d'un simple parapet lors de la construction, a été ajoutée par Olivier Berghmans qui a ressuscité la maison avec bonheur. Inscrite dans le brisis de la toiture, la lucarne passante encadrée de pilastres qui servent d'ancrage aux garde-corps de la terrasse a une allure très française.